# Michał Żebrowski
Michał Jan Żebrowski (Varsavia, 17 giugno 1972) è un attore polacco.

## Filmografia

### Attore
- Pan Tadeusz, regia di Andrzej Wajda (1999)
- Ogniem i mieczem, regia di Jerzy Hoffman (1999)
- Ogniem i mieczem, regia di Jerzy Hoffman - serie TV (2000)
- Wiedźmin, regia di Marek Brodzki (2001)
- Il pianista (The Pianist), regia di Roman Polański (2002)
- Wiedźmin, regia di Marek Brodzki - serie TV (2002)
- Lord Jim, regia di Laco Adamik - serie TV (2002)[1].
- Stara baśń, regia di Jerzy Hoffman (2003)
- Stara baśń, regia di Jerzy Hoffman - serie TV (2004)
- Pręgi, regia di Magdalena Piekorz (2004)
- Janosik. Prawdziwa historia, regia di Agnieszka Holland (2008)
- Senność, regia di Magdalena Piekorz (2008)
- Janosik. Prawdziwa historia, regi di Agnieszka Holland - serie TV (2009)
- 1920 Bitwa Warszawska, regia di Jerzy Hoffman (2011)
- Na dobre i na złe - serie TV (2011)
- Tajemnica Westerplatte, regia di Paweł Chochlew (2013)

### Doppiaggio
- The Witcher - Geralt di Rivia, (2019 - in corso)

## Doppiatori italiani
- Francesco Bulckaen in Il pianista